# Nick Minnerath
Nicolas Lake Scott „Nick” Minnerath (ur. 11 sierpnia 1988 w Truro) – amerykański koszykarz, występujący na pozycji skrzydłowego, aktualnie zawodnik Seul Samsung Thunders.
18 lipca 2017 został zawodnikiem chińskiego Szanghaj Sharks.
14 stycznia 2019 dołączył do portorykańskiego Leones de Ponce. 16 lipca podpisał umowę z koreańskim Seul Samsung Thunders.

## Osiągnięcia
Stan na 18 lipca 2019, na podstawie, o ile nie zaznaczono inaczej.
College
- Zaliczony do:
  - I składu:
    - All-Horizon League (2013)
    - turnieju Legends Classic Detroit Subregional (2011)

  - III składu NJCAA D2 All-American (2010)
- Uczestnik turnieju Portsmouth Invitational (2013)

Indywidualne
(* – nagrody przyznane przez portal eurobasket.com)
- Najlepszy zagraniczny zawodnik VTB (2017)*
- Zaliczony do:
  - I składu VTB (2017)
  - II składu D-League (2016)[5]
  - składu honorable mention Ligi Mistrzów (2017)*[1]
- Uczestnik:
  - meczu gwiazd VTB (2017)[6]
  - konkursu rzutów za 3 punkty D-League (2016)
- Lider strzelców:
  - Ligi Mistrzów (2017)
  - VTB (2017)
- Zawodnik tygodnia D-League (29.02.2016)